# Neferkare und Sasenet
Die Geschichte von Neferkare und Sasenet (manchmal auch Der Kläger von Memphis genannt) ist ein nur bruchstückhaft erhaltenes Werk der altägyptischen Literatur. Die Erzählung thematisiert eine homosexuelle Beziehung des Pharaos Neferkare (Pepi II.) mit seinem General Sasenet.

## Überlieferung
Die Erzählung ist nur auf drei Textzeugen überliefert: Einer Holztafel aus der 18. oder 19. Dynastie (jetzt im Oriental Institute der University of Chicago, OIC 13 539), einem Ostrakon der 20. Dynastie aus Deir el-Medine (O DeM 1214) und aus einem Papyrus der 25. Dynastie (Papyrus Chassinat I = Papyrus Louvre E 25351; jetzt im Louvre, Paris). Alle drei enthalten nur Teile der gesamten Erzählung.
Die eigentliche Entstehungszeit der Geschichte ist nicht mit letzter Sicherheit zu bestimmen. Sie wird in der Forschung teilweise ins Neue Reich, teils aber auch bereits ins Mittlere Reich eingeordnet.

## Inhalt
Der Beginn der Geschichte ist nur sehr lückenhaft erhalten. Es ist die Rede von einem Fürsten, der über die Liebe des Königs zu General Sasenet Bescheid weiß. Daraufhin wechselt das Geschehen zu Sasenet selbst. Dieser spaziert durch die Totenstadt von Memphis, als ihm plötzlich der Geist des verstorbenen Pharaos Teti II. erscheint. Von den Einzelheiten der Begegnung ist nichts erhalten, es folgen einige Textfetzen, in denen Sasenet offenbar mehrere hohe Beamte aufsucht.
Wesentlich besser erhalten ist der Mittelteil, in dem ein anonymer Kläger auftaucht. Er kommt an den Königshof, um Neferkare eine Klage vorzubringen, wird von diesem aber nicht angehört. Stattdessen lässt Neferkare den Kläger mit lauter Musik und Gesang übertönen, bis dieser schließlich enttäuscht wieder geht. Anschließend wird er von den Höflingen verspottet. Dieses Geschehen wiederholt sich mehrmals, worauf sich der Kläger an seinen Freund Tjeti, Sohn des Henet, wendet.
Tjeti sind Gerüchte über den König zugetragen worden und er beschließt nun, diesen zu beschatten. Er stellt fest, dass Neferkare des Nachts allein den Palast verlässt. Tjeti folgt ihm heimlich und bemerkt so, dass sich der König zum Haus seines Generals Sasenet begibt und dort vier Stunden lang verweilt. Als diese Zeit verstrichen war („Nachdem der König mit ihm [sc. dem General] getan hatte, was er wünschte“), begab er sich wieder zum Palast und auch Tjeti ging wieder nach Hause. Das ganze Geschehen wiederholt sich nun jede Nacht, dann bricht der Text ab. Das Ende der Erzählung ist nicht erhalten.

## Interpretation
Als recht schwierig erweist sich die Bewertung der homosexuellen Beziehung des Königs Neferkare zu seinem General Sasenet. So wurde das Thema in der älteren Literatur entweder umgangen oder aber in die Beziehung eine unmoralische Handlung des Königs hineininterpretiert. Dies wird aber in neueren Werken abgelehnt, da in der Erzählung selbst an keiner Stelle eine Wertung vorgenommen wird.
Nicht eindeutig geklärt ist auch die genaue Zuordnung der Geschichte in ein bestimmtes Genre. So setzt etwa Georges Posener das Hauptaugenmerk auf die Figur des Tjeti und rückt die Erzählung deshalb in die Nähe der modernen Detektivgeschichte. Jacobus van Dijk hingegen kommt zu einem ganz anderen Schluss. Ausgangspunkt für seine Überlegungen ist die in der Geschichte beschriebene Einteilung der Nacht in drei mal vier Stunden. Nach van Dijk handelt es sich bei der Geschichte um eine Parodie religiöser Texte, namentlich der Vereinigung der beiden Götter Re und Osiris während der vier mittleren Nachtstunden. Neferkare übernimmt somit die Rolle des Re und Sasenet die des Osiris.